# David Gunnarsson

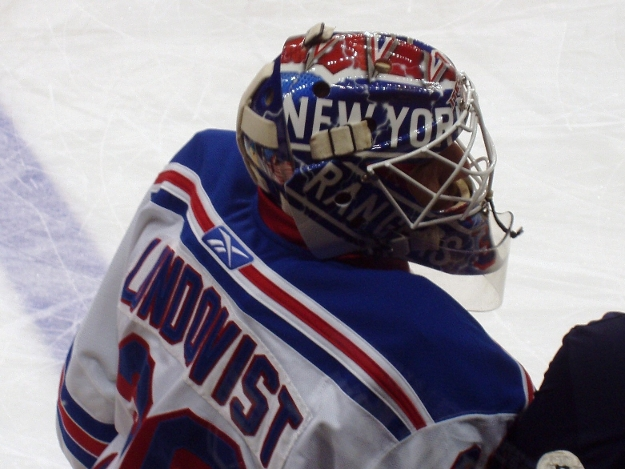
Henrik Lundqvist är en av de många professionella ishockeymålvakter som burit David Gunnarssons konst på sina målvaktsmasker.

David Peter Villiam Gunnarsson, född 18 maj 1976 i Vrigstad, Jönköpings län, är en svensk målare och motivlackerare som främst har gjort sig känd som framstående inom design av ishockeymålvaktsmasker. Gunnarsson var under en tid uppmärksammad i Lilla Sportspegeln på SVT, då tittarna fick skicka in teckningar på målvaktshjälmar med sin egen konst, varav två stycken skulle vinna första pris och få sina teckningar förverkligade av David Gunnarsson. Även tidningen Pro Hockey har använt liknade koncept för masktävling med Gunnarsson.
1996 målade Gunnarsson sin första hockeymask till en professionell ishockeymålvakt. Han målar hockeymasker till ishockeymålvakter över hela världen, men främst till SHL och NHL. Han har bland annat gjort masker till Dominik Hašek, Stefan Liv, Henrik Lundqvist och Johan Hedberg. När Gunnarsson designar sina masker använder han sig av en teknik som kallas airbrush. Han är grundare av det professionella design- och motivlackeringsföretaget Daveart AB. David Gunnarsson har även illustrerat Alf B. Svenssons Håll kärleken levande och Våga vara förälder.
David Gunnarsson är kusin till TV-producenten Daniel Lägersten (tidigare Gunnarsson).